# Gathering of Developers
 (octobre 2019).
Si vous disposez d'ouvrages ou d'articles de référence ou si vous connaissez des sites web de qualité traitant du thème abordé ici, merci de compléter l'article en donnant les références utiles à sa vérifiabilité et en les liant à la section « Notes et références ».
Pour les articles homonymes, voir God.
Gathering of Developers, autrement connue sous le nom de GoD (Dieu en anglais), God Games ou encore Gathering, était une société d'édition de jeux vidéo. La société a été formée par plusieurs studios de développement afin de mettre en commun leurs ressources et publier eux-mêmes leurs jeux, sans faire appel à une société de distribution. La société est devenue plus tard une filiale de Take-Two Interactive qui utilisa le logo entre 2000 et 2004.

## Historique
Trois des fondateurs de la société, Mike Wilson, Harry Miller, et Rick Stults, fondent en 2011 Devolver Digital, une autre entreprise d'édition de jeux vidéo.

## Membres fondateurs
- Ritual Entertainment
- Epic Games
- 3D Realms
- PopTop Software
- Terminal Reality
- Edge of Reality

## Jeux édités
- 4 x 4 Evolution
- 4 x 4 Evolution 2
- Action Pack
- Age of Wonders
- Age of Wonders: Shadow Magic
- Age of Wonders 2: The Wizard's Throne
- Arena Wars (en)
- Blair Witch, Volume I: Rustin Parr
- Blair Witch, Volume II: The Legend of Coffin Rock
- Blair Witch, Volume III: The Elly Kedward Tale
- Chrome
- Darkstone
- Drakengard
- Fly!
- Fly! II
- Fly! 2K
- Grand Theft Auto: Director's Cut
- Grand Theft Auto: London 1969
- Gotcha!
- Heavy Metal: F.A.K.K.²
- Hidden and Dangerous, Hidden and Dangerous 2
- Jazz Jackrabbit 2
- Jazz Jackrabbit 2: Holiday Hare 98
- Jazz Jackrabbit 2: The Secret Files
- Kingdom Under Fire: A War of Heroes
- KISS: Psycho Circus: The Nightmare Child (en)
- Kiss Pinball (en)
- Kohan II: Kings of War
- Mafia ainsi que l'édition spéciale
- Max Payne
- Myth: Anthology
- Myth III: The Wolf Age
- Nocturne
- Oni
- Railroad Tycoon II ainsi que la version Gold
- Railroad Tycoon II: Conquer 3 Continents (Special edition)
- Railroad Tycoon II: The Second Century
- Railroad Tycoon 3
- Rune ainsi que la version gold
- Rune: Halls of Valhalla
- Serious Sam : Premier Contact
- Serious Sam : Second Contact
- Space Colony
- Stronghold ainsi que la version Deluxe
- Stronghold Warchest
- Stronghold: Crusader
- The Blair Witch Project trilogy
- The Guy Game (en)
- Tropico: Paradise Island
- Tropico 2: Pirate Cove
- Vietcong
- Vietcong: Fist Alpha
- Vietcong: Purple Haze
- Wings of War